# Aristone (re di Sparta)
Aristone (in greco antico: Ἀρίστων?, Arìston; Sparta, VI secolo a.C. – 515 a.C. circa) è stato un re di Sparta della dinastia Euripontide.
Secondo Pausania succedette al padre Agasicle e fu il padre del successore Demarato.
Regnò dal 550 a.C. circa al 515 a.C. circa al fianco di Anassandrida II, re dell'altra dinastia spartana: quella Agiade.